# Franz Anderrüthi

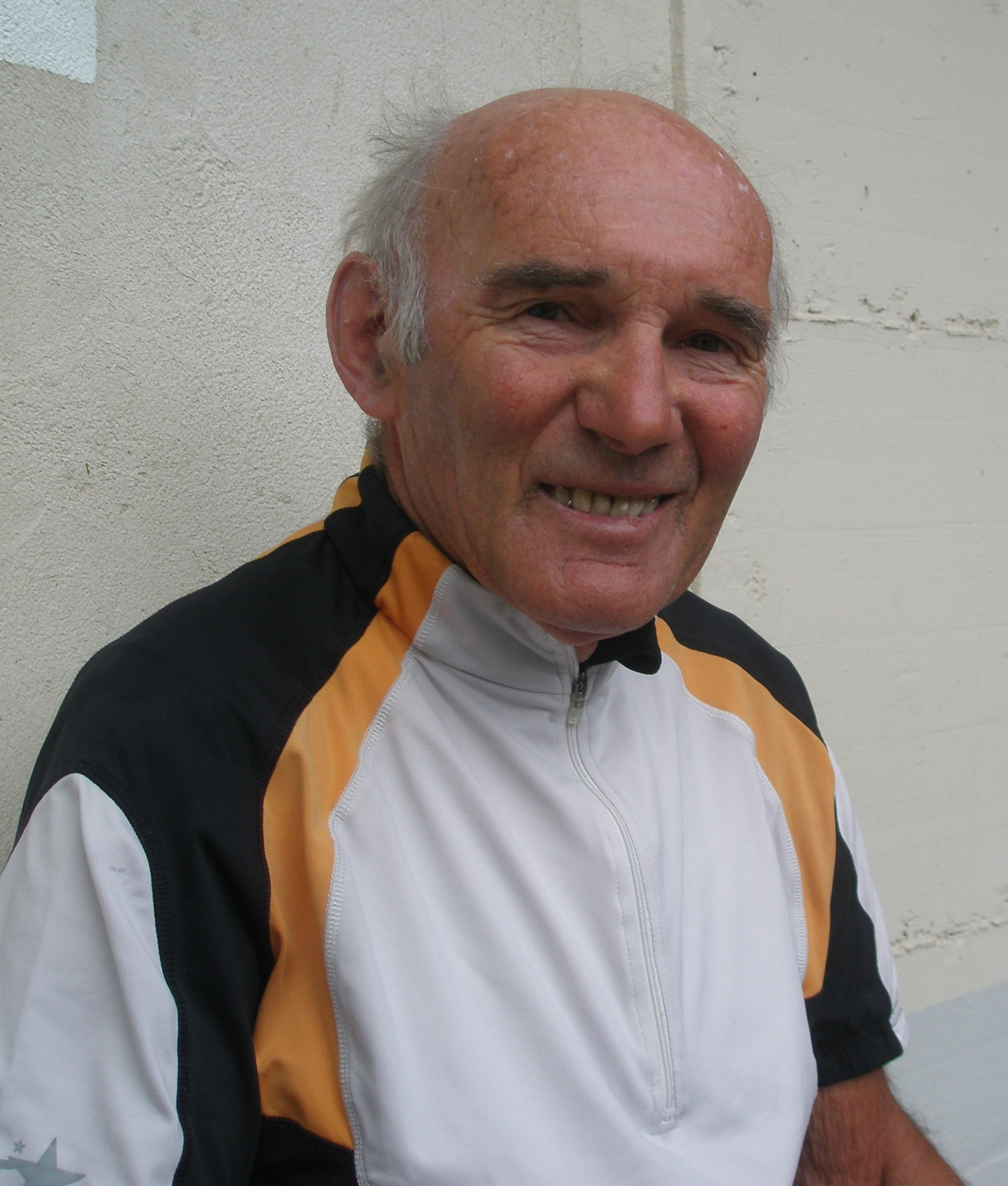
Franz Anderrüthi (2010)

Franz Anderrüthi (* 3. März 1931 in Schwyz; † 27. Februar 2020 in Scuol) war ein Schweizer Bergsteiger und Bergführer. Er war ein Pionier des Extremkletterns in der Schweiz.

## Leben
Franz Anderrüthi wuchs in Schwyz auf, er erlernte den Beruf des Malers. 1946 begann er zu klettern, zuerst vor allem in den heimischen Mythen. Anschluss an die Elite der Schweizer Extremkletterer fand er im Kletterclub Alpstein KCA. 
Seine aktive Zeit als Kletterer dauerte über 40 Jahre, dabei gelangen ihm hundert Erstbegehungen. Legendär sind seine Haken mit dem Initial FA, die man noch heute auf klassischen Routen findet. Vor allem die erste Begehung der Südostwand des Zwillingsturms am Salbitschijen im Jahr 1956 erregte grosses Aufsehen. Der heutige Klassiker im oberen V. Grad galt als erste moderne Kletterroute der Schweiz im Granit.
Anderrüthi konnte an der 1959 vom KCA und dem Schweizer Alpen-Club organisierten Expedition in die peruanischen Anden teilnehmen, wo ihm unter anderem die 3. Besteigung des Pumasillo gelang. 1963 machte er das Patent als Bergführer, den Beruf übte er vor allem während der Sommermonate aus. Er war Mitarbeiter an einer Neuausgabe des Mythen-Kletterführers 1966. Als Langläufer nahm er mehrere Male an Schweizermeisterschaften teil. 
Nach seiner Pensionierung lebte Anderrüthi in Ramosch im Engadin. Er verstarb 2020 im Gesundheitszentrum in Scuol.

## Wichtige Erstbegehungen (Auswahl)
- 13. Dezember 1953: Grosser Bockmattliturm Ostgrat mit Wisi Fleischmann
- 9. Juni 1955: Gross Mythen Westwand mit Franz Bossart
- 27. Mai 1956: Salbitschijen Zwillingsturm Südostwand mit Max Niedermann
- 31. Juli 1956: Gross Bielenhorn Südwestwand mit Franz Max Niedermann
- 28. April 1957: Geissstock (Mythen) Südostwand mit Kurt Grüter
- 7. August 1957: Höhlenstock Nordwand mit Seth Abderhalden
- 25. August 1957: Kingspitz (Engelhörner) Nordpfeiler mit Max Niedermann
- 13. Oktober 1957: Lauchernstock Südwand mit Kurt Grüter
- 8. Juni 1959: Pumasillo (6050 m), 3. Besteigung mit Seth Abderhalden
- 10. Juli 1959: Huandoy (6395 m) Nordwand
- 25. Juli 1960: Geissstock Südostpfeiler mit Kurt Grüter